# Вікіпедія мовою аймара
Вікіпедія мовою аймара (айм. Aymar Wikipidiya) — розділ Вікіпедії мовою аймара. Створена у 2003 році. Вікіпедія мовою аймара станом на 28 березня 2025 року містить 5176 статей, 18 001 зареєстрованого користувача, 26 активних дописувачів, 1 адміністратора
. Загальна кількість сторінок у Вікіпедії мовою аймара — 8886, редагувань — 101 072, мультимедійні файли відсутні
. Глибина (рівень розвитку мовного розділу) Вікіпедії мовою аймара дуже мала і становить лише 5.8 пунктів
. 

## Історія
- Вересень 2007 — створена 100-та стаття[3].
- Вересень 2010 — створена 1 000-на стаття[3].
- Квітень 2012 — створена 2 000-на стаття[4].